# Gülfem Hatun
Gülfem (ok. 1497- 1561 lub 1562 w Stambule) – konkubina sułtana Sulejmana, władcy Imperium Osmańskiego.

## Życiorys
Pochodzenie Gülfem nie jest jasne. Według jednej z wersji była ona Sycylijką o imieniu Rosalina, lecz równie dobrze mogła być Czarnogórzanką.
Według tureckiego historyka Yılmaza Öztuny Gülfem wyszła za Sulejmana w 1511 i stała się jego drugą żoną. W 1521 na świat przyszedł jej syn – książę Murad, który 12 października tego samego roku zmarł na ospę. 
W 1561 lub 1562 próbowała zabić Sulejmana, wskutek czego poniosła śmierć.

## W kulturze i sztuce
Gülfem jest jedną z ważnych postaci w tureckim serialu Wspaniałe stulecie. Zagrała ją Selen Öztürk.